# Patrick Hillery
Patrick John Hillery (né le 2 mai 1923 à Miltown Malbay dans le comté de Clare - mort le 12 avril 2008 à Dublin) est un homme d'État irlandais. Il est de 1976 à 1990 le sixième président d'Irlande.

## Biographie
Patrick Hillery est élu pour la première fois en 1951 comme député du Fianna Fáil dans le comté de Clare. Il reste député jusqu'en 1973. Pendant cette période il est ministre de l'Éducation (1959-1965), de l'Industrie et du Commerce (1965-1966), du Travail (1966-1969) puis des Affaires extérieures (1969-1973). À ce titre, il négocie l'adhésion de l'Irlande à la Communauté européenne.
En 1973, il devient le premier commissaire européen irlandais, jusqu'en 1976 quand il est élu sixième président d'Irlande. Reconduit en 1983, il exerce ses fonctions jusqu'en 1990. Il partage avec Seán T. O'Kelly, Éamon de Valera et Mary McAleese le fait d'avoir exercé cette charge pendant deux mandats complets.
Hillery fait des études de médecine à University College of Dublin. Retourné dans son comté d'origine, il exerce la profession de médecin légiste.
Il se lance en politique sous la pression de son mentor au Fianna Fáil, Éamon de Valera et parvient en 1951, à l'âge de 28 ans, grâce aussi à son expérience et à "sa réputation de médecin tant au Canada qu'en Irlande", à se faire élire député dans une circonscription rurale.
Patrick Hillery meurt le 12 avril 2008 à l'âge de 84 ans. Son épouse est décédée en 2015.